# Голям дол
Голям дол е село в Южна България. То се намира в община Братя Даскалови, област Стара Загора.

## География
Голям дол се намира в Южен-Централен регион на България, област Стара Загора, община Братя Даскалови. Съвсем наблизо е село Малък дол. Двете села са свързани с мост дълъг около 250 м и широк около 10 – 12 метра. Селото е сгушено в полите на Чирпанските възвишения. Близо до него тече Омуровска река, която често излиза от коритото си. През селото минава главен път, има редовен автобусен транспорт, пощенски услуги и телефонна мрежа. Най-отглеждани култури са: маслодайна роза, лавандула, лозя, зърнени култури. Населението е застаряващо.

## История
Село Голям Дол е възникнало в дълбока древност. За това свидетелстват многобройните останки от онова време – двете калета Голямото и Лозарското, Тракийските могили, ограбени от иманяри. В подножието на Голямото кале блика студения извор на Бакърджийката. В източната част на Калето се намира люлякова гора, която пръска аромата си на голямо разстояние. През пролетта поляните са осеяни с кокичета, а по-късно с божури. На север от селото се намира Голямата могила, останала от времето на траките, но в последните години също разкопана и ограбена.
Свидетелство за древността на селото са намерените оръдия на труда още от каменната епоха. Открити са много римски и византийски монети, съхраняващи се в Старозагорския исторически музей. На юг от селото – източно от пътя в подножието на местността Дидейката, според преданията се намирали катакомби, където са провеждани тайни църковни обреди през ранно-християнската епоха. Там се срещат разноцветни стъкла, парчета от чаши и др. Впоследствие всичко е било зарито и сега трудно могат да се открият входовете.
Селото е възникнало най-напред в местността Вадите – недалеч от Омуровската река. Според преданието се е появила чума. Жителите били принудени да се изселят в местността Подгорите – на юг от връх Китката, най-високата част от Чирпанските възвишения. Използвали са изворната вода на днешната чешма Мандрата. Вероятно животът им там сред горите е бил по-труден, защото се преселват югозападно от днешното село на самия бряг на Омуровската река – недалеч от сградите на бившето ТКЗС.
Земята там е богата и плодородна, започват да се занимават активно със земеделие. Свидетелство за това са остатъци от овъглено жито, намерено в големи делви, затлачени от придошлите води на реката. И сега се намират парчета от грънци, тухли и керемиди. Според преданието реката често заливала селото при поройни дъждове и жителите били принудени отново да се преселят на друго място. Тогава се разделят на две, така възникват днешните села: Голям и Малък дол.
Старото име на селото било Голямо дерлий от дерето, което води началото си от чешмата Мандрата. Хората в селото се препитавали със земеделие и животновъдство. Имали прекрасни условия за отглеждане на овошки, лозя, рози и лавандула. Допреди 60 – 70 години е имало розоварна, произвеждали са розово масло и розова вода. Всеки четвъртък е имало пазар-гюреш. Идвали са търговци от цялата околия. На Спасов ден ставал голям събор.
Много от жителите допълвали доходите си от изработка на точила. Точилената кариера, която се намира в Чирпанските възвишения, съществува и до днес. Тя била открита от Стратьо войвода, пребивавал в гората на около и често идвал в селото. Впоследствие се оженил за мома от Голям дол и се заселил в него. И до днес махалата в която е живял се нарича Стратьовската махала.
По време на османската власт селото е било чисто българско. По време на Руско-турската война, при опожаряването на Стара Загора, жителите на селото се укрили в околните гори.
Живеят само възрастни хора, но се развива читалищна дейност. Събират се за празници, чествания, юбилеи.
Около селото има красиви местности: Мандрата, Бакърджийката, Петковата и Лозараската чешми. Всички поддържани от ловната дружинка на селото с дългогодишен председател Жельо Михайлов. Гората е богата на дивеч. Въздухът е чист и е прекрасно място за живеене.
До 1906 г. името на селото е „Голямо Дерелии“. При избухването на Балканската война в 1912 г. един човек от Голям дол е доброволец в Македоно-одринското опълчение.

## Религии
Православно християнство

## Обществени институции
- Народно читалище „Трифон Бонев“; към читалището има женски певчески хор.

Православен храм, който е в лошо състояние.

## Културни и природни забележителности
- Паметник на загиналите в борбата срещу фашизма.

## Редовни събития
Събор на 2 юни, който последните години не се празнува.